# Біловська сільська рада (Сакмарський район)
Біло́вська сільська рада (рос. Беловский сельский совет) — сільське поселення у складі Сакмарського району Оренбурзької області Росії.
Адміністративний центр — село Біловка.

## Населення
Населення — 1805 осіб (2019; 1855 в 2010, 1407 у 2002).

## Склад
До складу сільської ради входять:
| Населений пункт | Населення, осіб (2002) | Населення, осіб (2010) |
| --------------- | ---------------------- | ---------------------- |
| Біловка, село   | 1051                   | 1282                   |
| Гребені, село   | 134                    | 217                    |
| Дворики, село   | 89                     | 161                    |
| Єрьоминка, село | 133                    | 195                    |